# Me gustas tanto
Me gustas tanto è un brano musicale della cantante messicana Paulina Rubio, pubblicato nel 2011.
Si tratta del primo singolo estratto dal suo decimo album in studio Brava! ed ha raggiunto il número uno nelle liste Billboard di Hot Latin Songs e dei Latin AirPlay.

## Tracce
Download digitale
1. Me gustas tanto - 3:45